# Gołąbek winnoczerwony

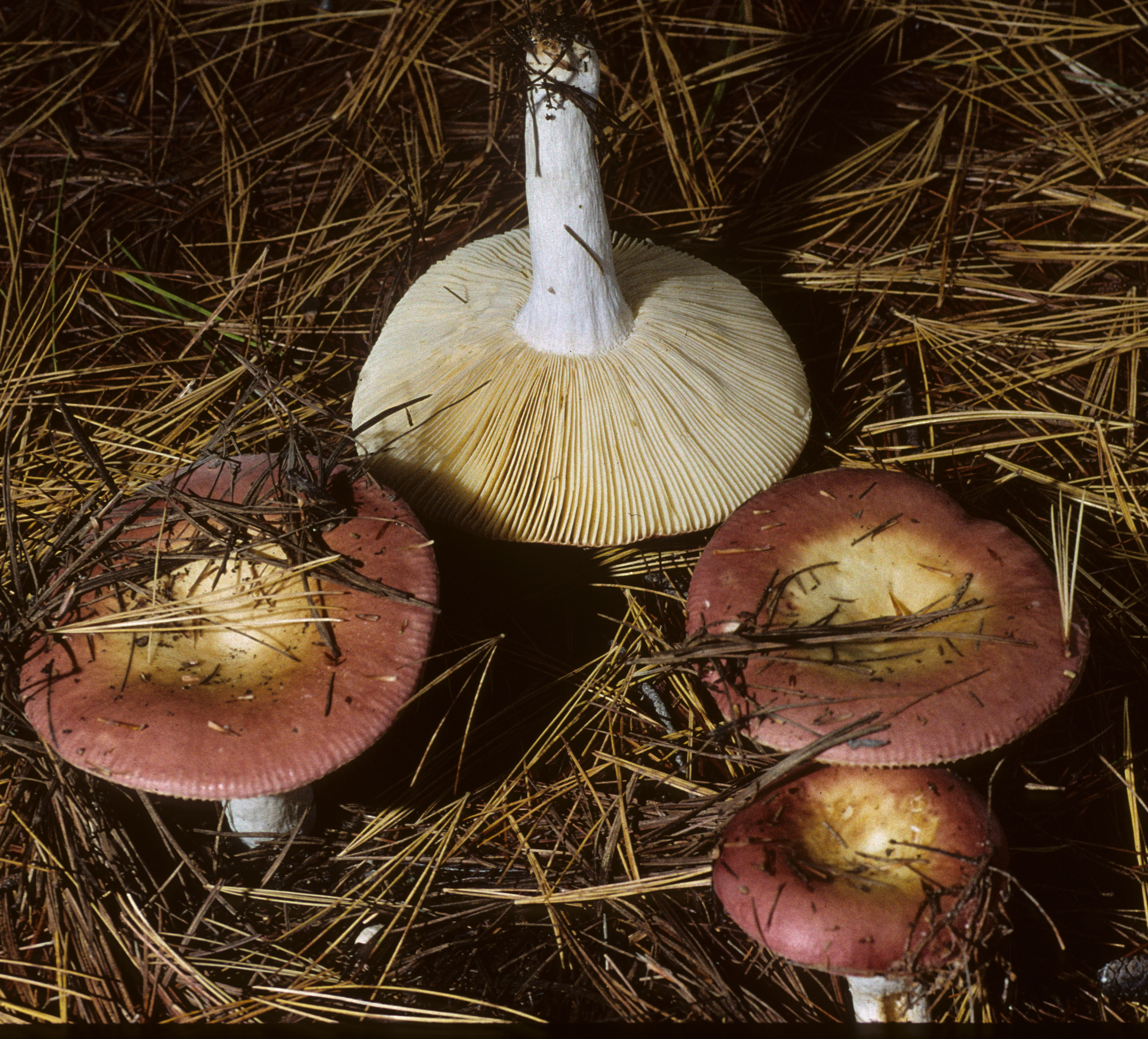

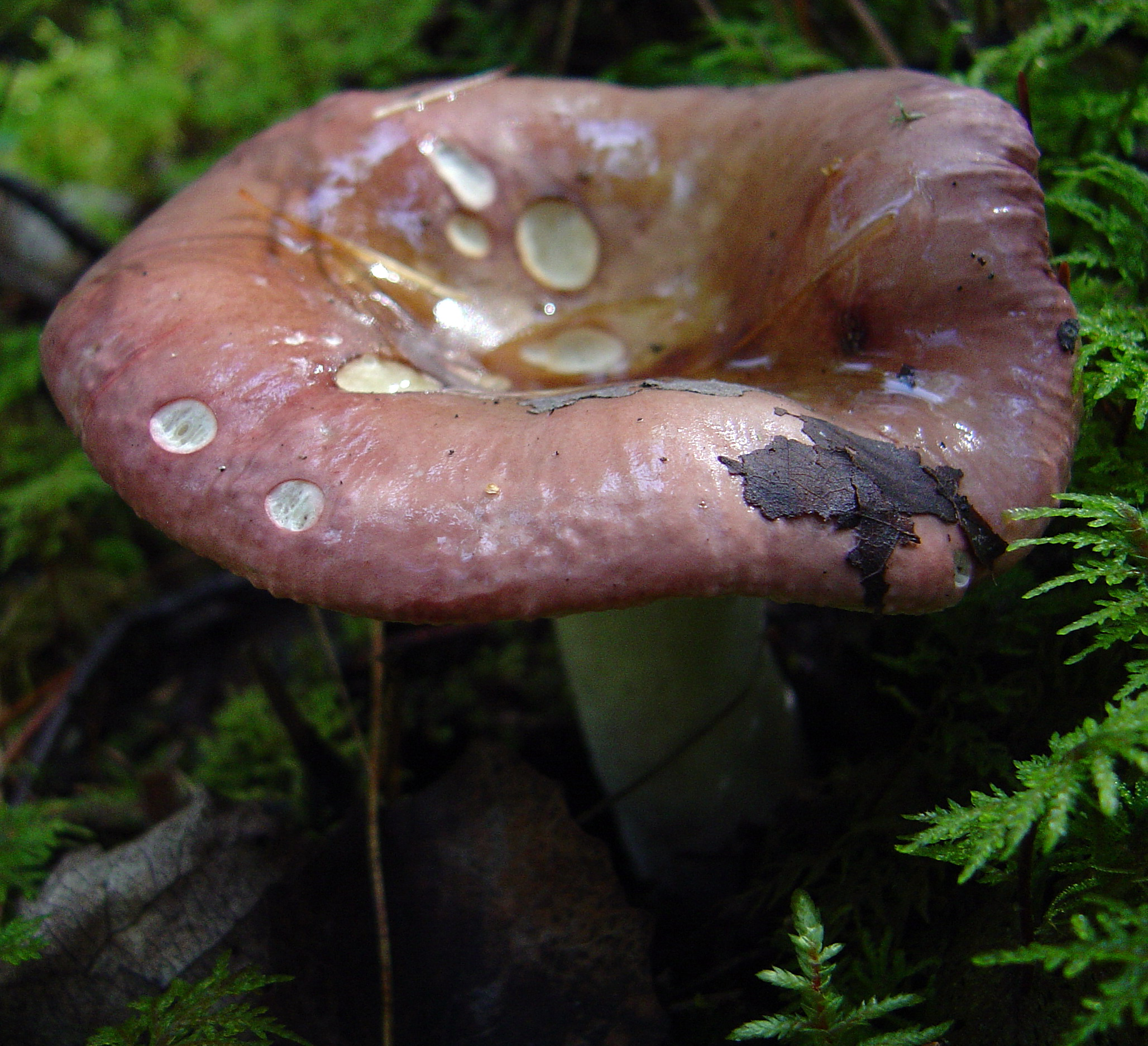

Gołąbek winnoczerwony (Russula vinosa Lindblad) – gatunek grzybów z rodziny gołąbkowatych (Russulaceae).

## Systematyka i nazewnictwo
Pozycja w klasyfikacji: Russulaceae, Russulales, Incertae sedis, Agaricomycetes, Agaricomycotina, Basidiomycota, Fungi (według Index Fungorum).
Po raz pierwszy opisał go w 1901 r. Matts Adolf Lindblad i nadana przez niego nazwa naukowa jest aktualna. Niektóre synonimy naukowe:
- Russula decolorans var. obscura Romell
- Russula obscura (Romell) Peck 1906
- Russula vinosa Lindblad 1901, subsp. vinosa

Polską nazwę podała Alina Skirgiełło w 1991 r.

## Morfologia
Kapelusz
Średnica 5–12 cm. Za młodu łukowaty, później płasko rozpostarty i wklęsły, twardy i mięsisty. Dość długo ma podwinięty brzeg. Skórka gładka, dająca się ściągnąć do 1/3 średnicy kapelusza. Ubarwienie dość zmienne: od różowofioletowego i winnoczerwonego przez brązowoczerwony do brudnofioletowego. U starszych grzybów kolor blednie, stając się ochrowobrązowy, a nawet oliwkowy.
Blaszki
Dość grube i wolne przy trzonie. U młodych grzybów białe, potem jasnoochrowe, z czasem siwieją.
Trzon
Wysokość 4–6 cm, szerokość do 2,5 cm, walcowaty, twardy i pełny, ale z czasem staje się gąbczasty. Kolor biały, miejscami purpurowonabiegły, u starszych okazów siwiejący.
Miąższ
Biały, u starszych okazów szarzejący. Również po przełamaniu szarzeje (czasami różowieje) i jest to jedna z cech różniących ten gatunek od podobnych. Pod działaniem FeSO4 szybko zmienia barwę na czerwonopomarańczową, pod działaniem fenolu na fioletowoczerwoną.
Wysyp zarodników
Jasnożółty
Cechy mikroskopowe
Zarodniki 6–13 × 8–11 µm, szeroko jajowate o powierzchni brodawkowato-kolczastej. Brodawki duże mają wysokość do 1,5 µm, zazwyczaj zaokrąglone szczyty i nie zawsze są amyloidalne. Występują pomiędzy nimi również drobne brodawki. Łysinka nieregularna, duża. Podstawki 35–50 × 8–12 µm. Cystydy 65–100 × 8–11 µm, wrzecionowate, zakończone ostrym kończykiem, w sulfowanilinie barwiące się słabo.
Gatunki podobne
Łatwo może być pomylony z innymi gołąbkami, np. z gołąbkiem słodkawym (Russula integra), czy gołąbkiem płowiejącym (Russula paludosa). Najbardziej charakterystycznymi cechami odróżniającymi gołąbka winnoczerwonego od innych podobnych jest szarzenie trzonu i miąższu po przełamaniu oraz urzeźbienie zarodników.

## Występowanie i siedlisko
Występuje w Europie, Ameryce Północnej i Środkowej oraz Azji (Chiny). W Europie Środkowej jest pospolity, z wyjątkiem terenów o podłożu wapiennym. W Polsce również jest pospolity.
Grzyb naziemny występujący pod świerkami, w lasach świerkowych lub z domieszką świerka, głównie na glebach kwaśnych, zarówno w miejscach suchych, jak i bardziej wilgotnych.

## Znaczenie
Grzyb mykoryzowy. Grzyb jadalny.